# II Międzynarodowy Konkurs Pianistyczny im. Fryderyka Chopina
II Międzynarodowy Konkurs Pianistyczny im. Fryderyka Chopina (również II Konkurs Chopinowski) – 2. edycja Międzynarodowego Konkursu Pianistycznego im. Fryderyka Chopina, która rozpoczęła się 6 marca 1932 w Warszawie. Organizatorem konkursu było Warszawskie Towarzystwo Muzyczne.  

## Charakterystyka konkursu
Wzięło w nim udział, mimo wstępnego zgłoszenia oraz rezygnacji niemal w ostatniej chwili, ostatecznie 67 pianistów z 14 krajów, (dwie osoby nie zadeklarowały przynależności państwowej), w tym najliczniejsze grono uczestników z Polski i ZSRR. Konkurs odbył się w dniach 6–23 marca 1932. Był on dwuetapowy (eliminacje oraz finał). Zwyciężył Alexander Uninsky. 
Konkurs cieszył się ogromnym zainteresowaniem publiczności i przyciągnął korespondentów z całego świata. Powołano międzynarodowe jury, w skład którego weszły wybitne osobistości życia muzycznego.
Gościem honorowym był Maurice Ravel, który podczas koncertu 11 marca prowadził wykonanie swoich utworów: Koncertu fortepianowego G-dur oraz La valse.
Podczas finału konkursu zdarzyła się rzecz bezprecedensowa: z powodu protestu niewidomego, węgierskiego pianisty Imré Ungára, który nie chciał zgodzić się na przyjęcie I nagrody ex aequo z Alexandrem Uninskim, zarządzono losowanie, które wyłoniło zwycięzcę.
W czasie konkursu przeprowadzono plebiscyt na najlepszy i najbardziej popularny fortepian, na którym grali młodzi pianiści. Okazał się nim wyprodukowany w Wiedniu, Bösendorfer.
Warto dodać, że do regulaminowego repertuaru konkursu weszły po raz pierwszy takie utwory jak: Polonez As-dur op. 53, scherza, Fantazja f-moll op. 49 oraz sonaty.
Od II Konkursu Chopinowskiego zapoczątkowano tradycję organizowania wystaw, kiedy to w nowo zbudowanym gmachu Muzeum Narodowego miała miejsce prezentacja dokumentów i pamiątek związanych z postacią i dziełem Fryderyka Chopina.

## Komitet organizacyjny i honorowy
| Komitet organizacyjny konkursu |                            |           |
| Lp.                            | Osoba                      | Funkcja   |
| 1.                             | Włodzimierz Czetwertyński  | prezes    |
| 2.                             | Adam Chromiński            | sekretarz |
| 3.                             | Leopold Binental           | członek   |
| 4.                             | Wiktor Cichocki            | członek   |
| 5.                             | Tadeusz Czerniawski        | członek   |
| 6.                             | Zbigniew Drzewiecki        | członek   |
| 7.                             | Jan Głowacki               | członek   |
| 8.                             | Aleksander Guttry          | członek   |
| 9.                             | Witold Maliszewski         | członek   |
| 10.                            | Eugeniusz Morawski-Dąbrowa | członek   |
| 11.                            | Stefan Natanson            | członek   |
| 12.                            | Karol Szymanowski          | członek   |
| 13.                            | Józef Śmidowicz            | członek   |
| 14.                            | Józef Turczyński           | członek   |
| 15.                            | Adam Tadeusz Wieniawski    | członek   |
| 16.                            | Tomasz Wojtkowski          | członek   |
| 17.                            | Jerzy Żurawlew             | członek   |

| Komitet honorowy konkursu |                     |                                                      |
| Lp.                       | Osoba               | Funkcja państwowa                                    |
| 1.                        | Aleksander Prystor  | Premier                                              |
| 2.                        | August Zaleski      | Minister Spraw Zagranicznych                         |
| 3.                        | Janusz Jędrzejewicz | Minister Wyznań Religijnych i Oświecenia Publicznego |
| 4.                        | Alfons Kühn         | Minister komunikacji                                 |

## Kalendarium
| Kalendarz konkursu   |       |       |             |             |       |             |       |       |             |       |       |       |             |       |       |       |       |       |
| Faza konkursu        | Data  | Data  | Data        | Data        | Data  | Data        | Data  | Data  | Data        | Data  | Data  | Data  | Data        | Data  | Data  | Data  | Data  | Data  |
| Faza konkursu        | 6.03  | 7.03  | 8.03        | 9.03        | 10.03 | 11.03       | 12.03 | 13.03 | 14.03       | 15.03 | 16.03 | 17.03 | 18.03       | 19.03 | 20.03 | 21.03 | 22.03 | 23.03 |
| Ceremonia otwarcia   | 11:00 |       |             |             |       |             |       |       |             |       |       |       |             |       |       |       |       |       |
| Eliminacje           | 12:30 | 11:00 | 11:00 15:00 | 11:00 15:00 | 14:30 | 13:00 16:30 | 11:00 | 11:00 | 11:00 15:00 | 10:30 | 11:00 | 14:15 | 13:00 16:30 | 14:30 | 11:00 |       |       |       |
| Finał                |       |       |             |             |       |             |       |       |             |       |       |       |             |       |       |       | 19:00 | 19:00 |
| Ceremonia zamknięcia |       |       |             |             |       |             |       |       |             |       |       |       |             |       |       |       |       |       |

## Jury

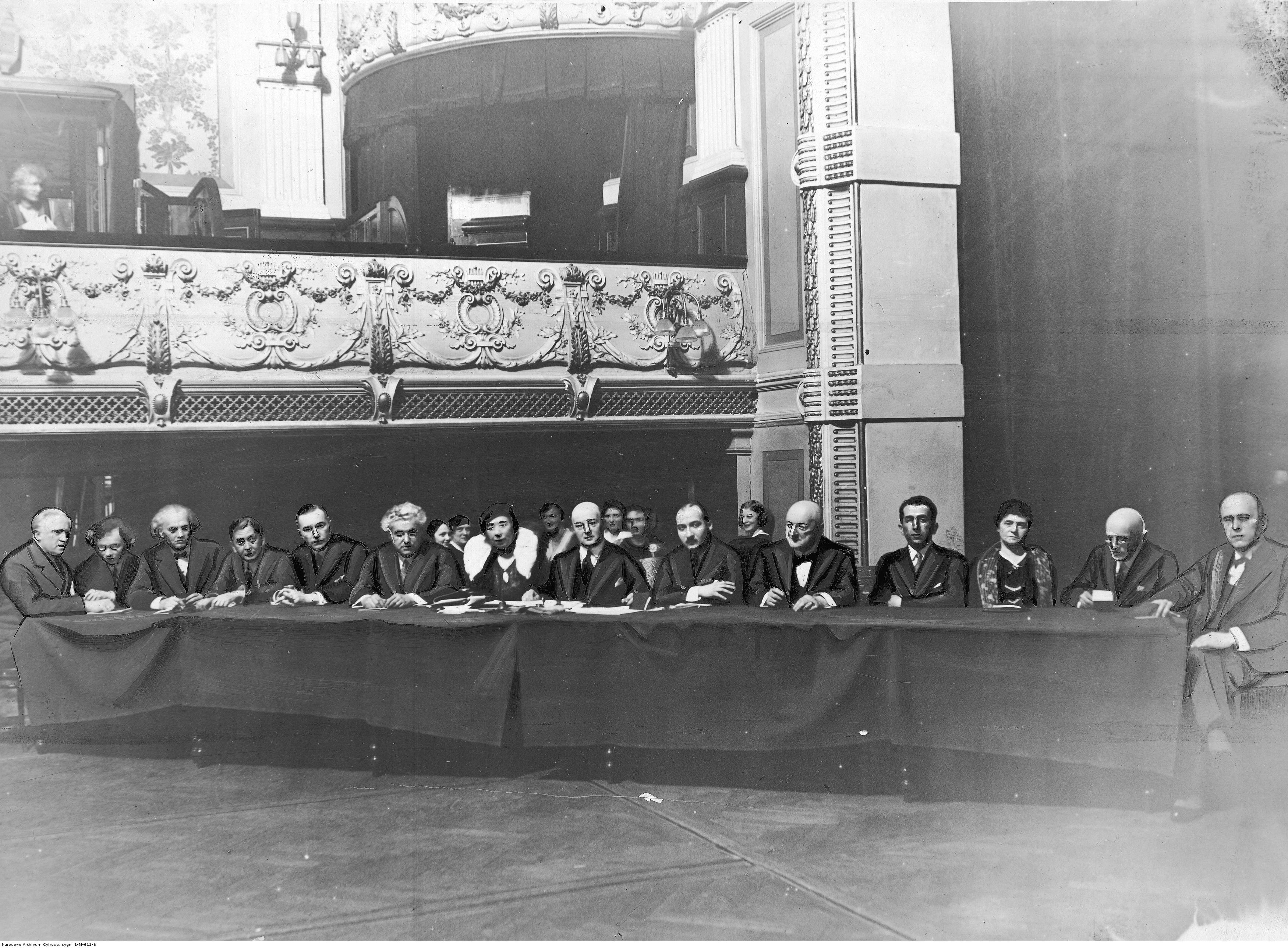
Jurorzy II Konkursu Chopinowskiego

Do konkursowego przebiegu przesłuchań oraz podziału nagród powołano jury, w następującym składzie:
| Skład jury |                            |                      |                         |
| Lp.        | Juror                      | Kraj                 | Funkcja                 |
| 1.         | Adam Tadeusz Wieniawski    | Polska               | przewodniczący jury     |
| 2.         | Stanisław Niewiadomski     | Polska               | wiceprzewodniczący jury |
| 3.         | Eugeniusz Morawski-Dąbrowa | Polska               | sekretarz jury          |
| 4.         | Franciszek Brzeziński      | Polska               | członek jury            |
| 5.         | Marian Dąbrowski           | Polska               | członek jury            |
| 6.         | Zbigniew Drzewiecki        | Polska               | członek jury            |
| 7.         | Arthur De Greef            | Belgia               | członek jury            |
| 8.         | Alfred Hoehn               | Rzesza Niemiecka     | członek jury            |
| 9.         | Roman Jasiński             | Polska               | członek jury            |
| 10.        | Juliusz Kaden-Bandrowski   | Polska               | członek jury            |
| 11.        | Marguerite Long            | Francja              | członek jury            |
| 12.        | Joseph Marx                | Republika Austriacka | członek jury            |
| 13.        | Zofia Rabcewicz            | Polska               | członek jury            |
| 14.        | Maurice Ravel              | Francja              | członek jury            |
| 15.        | Richard Rössler            | Rzesza Niemiecka     | członek jury            |
| 16.        | Karol Szymanowski          | Polska               | członek jury            |
| 17.        | Józef Śmidowicz            | Polska               | członek jury            |
| 18.        | Magda Tagliaferro          | Brazylia             | członek jury            |
| 19.        | Józef Turczyński           | Polska               | członek jury            |
| 20.        | Paul Weingarten            | Republika Austriacka | członek jury            |
| 21.        | Carlo Zecchi               | Włochy               | członek jury            |
| 22.        | Jerzy Żurawlew             | Polska               | członek jury            |

### System oceny pianistów
Podczas konkursu obowiązywała skala ocen od 0 do 15 punktów. Pierwotnie ośmiu, a później po obradach jury czternastu uczestników, którzy otrzymali największą liczbę punktów zostało dopuszczonych do wykonania koncertów fortepianowych z orkiestrą. Po wykonaniu koncertów następowała ponowna punktowa ocena, którą dodawano do punktów otrzymanych poprzednio. Przyznanie nagród nastąpiło w kolejności największej ilości otrzymanych punktów. W przypadku równej liczby punktów, o kolejności nagród rozstrzygało losowanie przez zainteresowanych. Zasada ta znalazła zastosowanie kilkakrotnie w czasie trwania konkursu, m.in. w przypadku finalistów: Alexandra Uninskiego i Imré Ungára (oboje po 345 punktów) czy Bolesława Kona i Abrama Lufera (oboje po 325 punktów).

## Konkurs

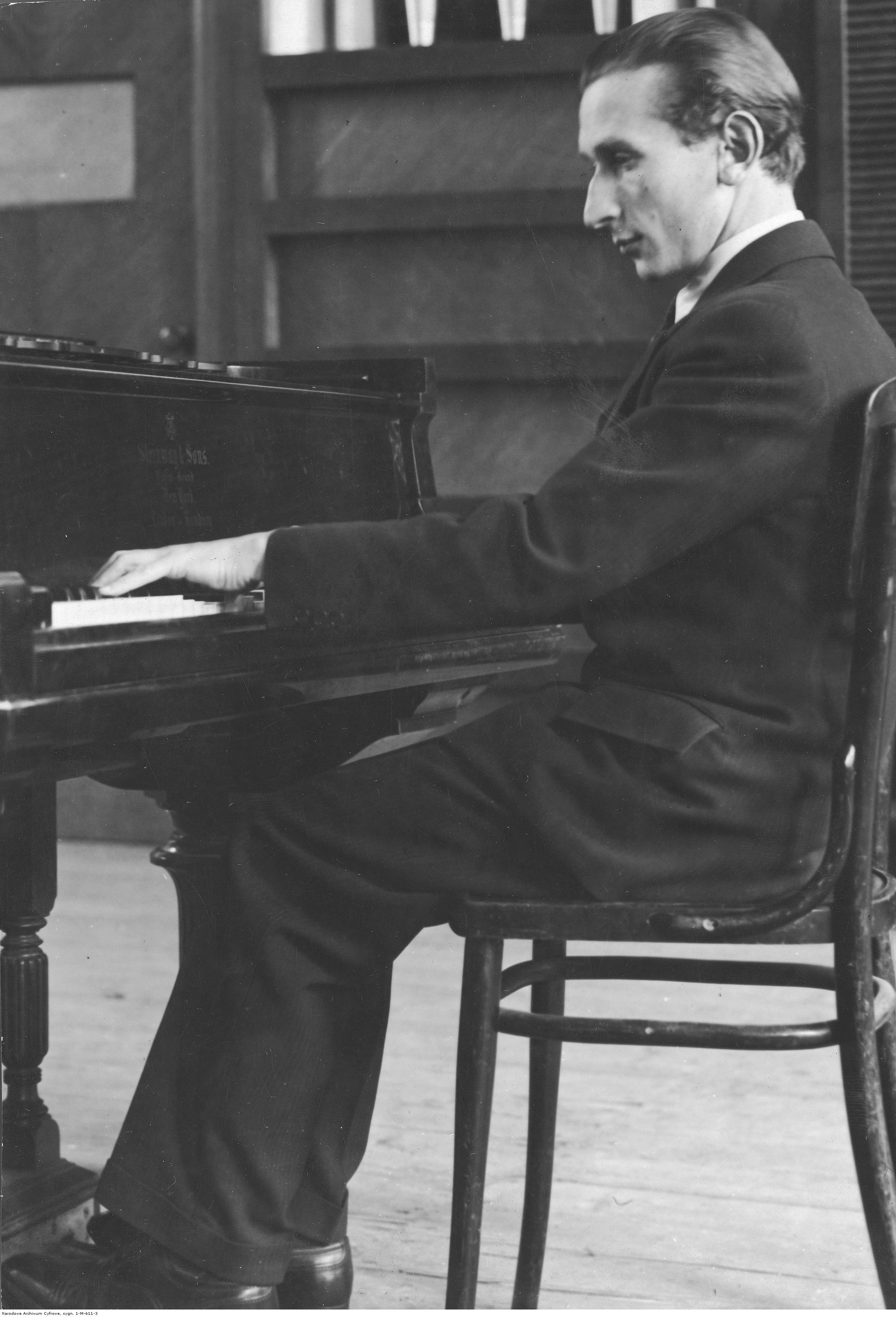
Zwycięzca II Konkursu Chopinowskiego Alexander Uninsky

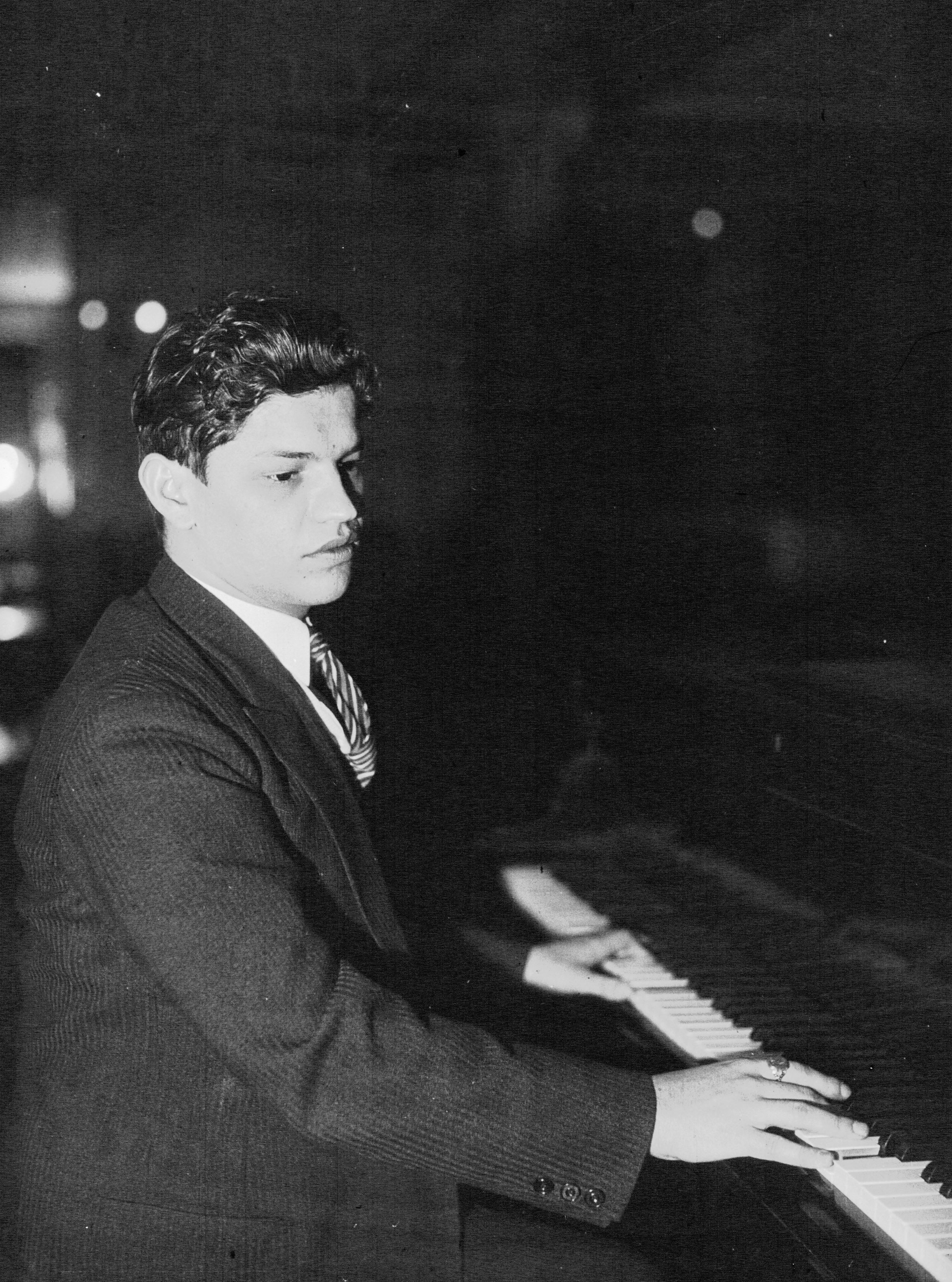
Zdobywca II nagrody, Węgier Imré Ungár

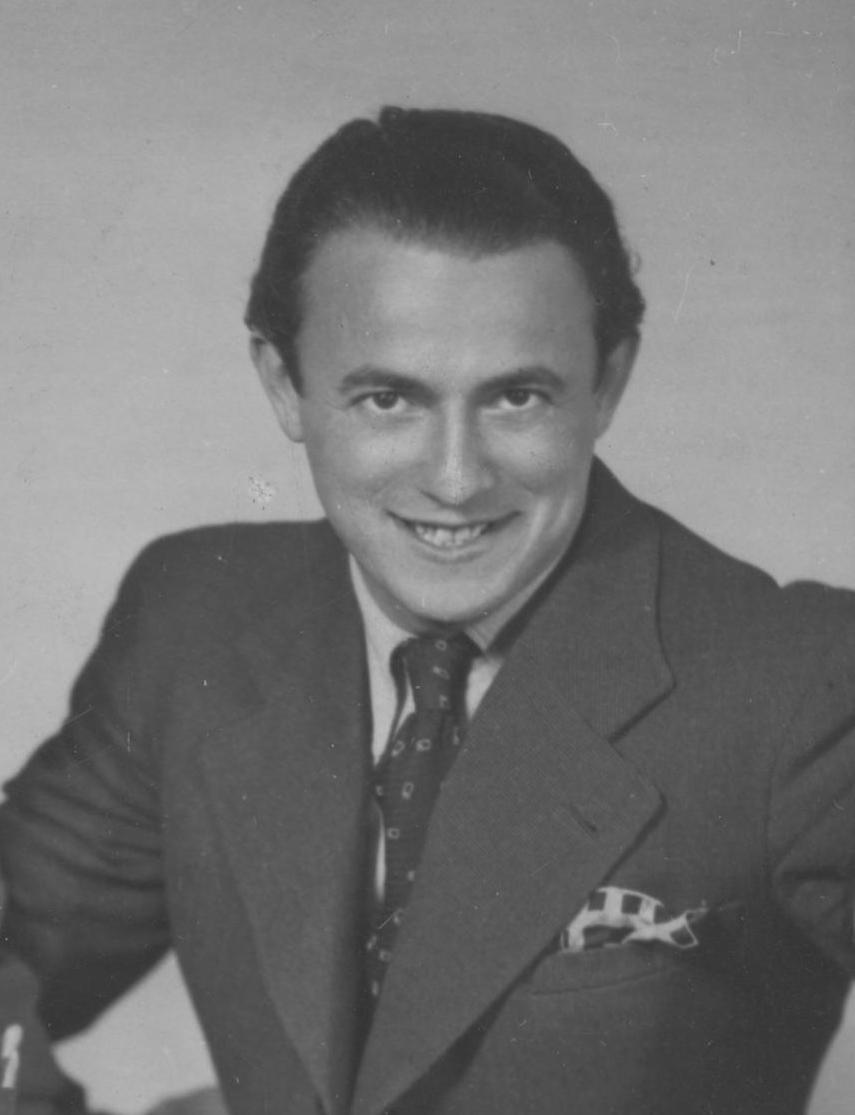
Zdobywca III nagrody, Polak Bolesław Kon

### Ceremonia otwarcia
6 marca w sali Filharmonii Warszawskiej odbyła się ceremonia inauguracji II Konkursu Chopinowskiego, na którą przybył m.in. Prezydent RP Ignacy Mościcki oraz korpus dyplomatyczny. Przemówienie powitalne wygłosił  prezes Warszawskiego Towarzystwa Muzycznego, będący jednocześnie prezesem Komitetu konkursowego, książę Włodzimierz Czetwertyński przemawiając w języku polskim, a następnie francuskim. Po nim głos zabrał dyrektor Warszawskiego Towarzystwa Muzycznego, Adam Tadeusz Wieniawski, przedstawiając publiczności występujących pianistów. Ceremonia inauguracyjna była transmitowana przez Polskie Radio.  

### Eliminacje
Po zakończeniu ceremonii inauguracyjnej (6 marca) około godziny 12:30 rozpoczęły się przesłuchania eliminacyjne w dniach (6–20 marca) w jednej lub czasami dwóch sesjach porannej i popołudniowej, w celu wyłonienia finalistów. Jako pierwsza przesłuchania eliminacyjne (6 marca) rozpoczęła Polka, Njura Krasnosielska, natomiast zakończył (20 marca) Włoch, Renato Cohen.
| Lp. | Uczestnik                 | Kraj           |
| 1.  | Joseph Delcour            | Belgia         |
| 2.  | Suzanne de Mayère         | Belgia         |
| 3.  | Georgette Viala           | Belgia         |
| 4.  | Liliana Dobri-Cristowa    | Bułgaria       |
| 5.  | Tamara Jankowa-Obretenowa | Bułgaria       |
| 6.  | Anna Kremar               | Czechosłowacja |
| 7.  | Margit Sturm              | Czechosłowacja |
| 8.  | Maria Novik               | Łotwa          |
| 9.  | Zygmunt Aronowicz         | Polska         |
| 10. | Maria Barówna             | Polska         |
| 11. | Leon Boruński             | Polska         |
| 12. | Irena Bosak               | Polska         |
| 13. | Irena Danek               | Polska         |
| 14. | Wanda Dickstein           | Polska         |
| 15. | Maria Dońska              | Polska         |
| 16. | Adam Harasowski           | Polska         |
| 17. | Olga Iliwicka             | Polska         |
| 18. | Maryla Jonasówna          | Polska         |
| 19. | Ella Kafarska-Lekczyńska  | Polska         |
| 20. | Aleksander Kagan          | Polska         |
| 21. | Jakub Kalecki             | Polska         |
| 22. | Halina Kalmanowicz        | Polska         |
| 23. | Bolesław Kon              | Polska         |
| 24. | Njura Krasnosielska       | Polska         |
| 25. | Henryk Mirowski           | Polska         |
| 26. | Stanisław Niedzielski     | Polska         |
| 27. | Edmund Rezler             | Polska         |
| 28. | Leontyna Sadkowska        | Polska         |
| 29. | Aleksander Sienkiewicz    | Polska         |
| 30. | Jerzy Sulikowski          | Polska         |
| 31. | Seweryn Turel             | Polska         |
| 32. | Ryszard Werner            | Polska         |
| 33. | Maria Wiłkomirska         | Polska         |

| Lp. | Uczestnik               | Kraj                 |
| 34. | Jayme Silva             | Portugalia           |
| 35. | Kurt Engel              | Republika Austriacka |
| 36. | Richard Hauser          | Republika Austriacka |
| 37. | Edith Nelken            | Republika Austriacka |
| 38. | Elisabeth Schütz        | Republika Austriacka |
| 39. | Elżbieta Cotrus         | Rumunia              |
| 40. | Efraim Zeltzman         | Rumunia              |
| 41. | Reinhard Reich          |                      |
| 42. | Josef Wagner            |                      |
| 43. | Salvator Sullo          | Stany Zjednoczone    |
| 44. | Julita Cassiers-Renchon | Szwajcaria           |
| 45. | Eugeniusz Huber         | Szwajcaria           |
| 46. | Lily Herz               |                      |
| 47. | Gyula Károlyi           |                      |
| 48. | Lájos Kentner           |                      |
| 49. | Imré Ungár              |                      |
| 50. | Nella Basola            |                      |
| 51. | Renato Cohen            |                      |
| 52. | Daniela Flora           |                      |
| 53. | Carlo Vidusso           |                      |
| 54. | Igor Aptekarow          |                      |
| 55. | Abram Djakow            |                      |
| 56. | Iso Elinson             |                      |
| 57. | Emanuel Grossman        |                      |
| 58. | Teodor Gutman           |                      |
| 59. | Aleksandr Jocheles      |                      |
| 60. | Abram Lufer             |                      |
| 61. | Taras Mykisza           |                      |
| 62. | Natan Perelman          |                      |
| 63. | Wiera Razumowska        |                      |
| 64. | Leonid Sagałow          |                      |
| 65. | Pawieł Sieriebriakow    |                      |
| 66. | Maria Bodurian          | Apatryda             |
| 67. | Alexander Uninsky       | Apatryda             |

| Lp. | Uczestnik                 | Kraj           |
| 1.  | Joseph Delcour            | Belgia         |
| 2.  | Suzanne de Mayère         | Belgia         |
| 3.  | Georgette Viala           | Belgia         |
| 4.  | Liliana Dobri-Cristowa    | Bułgaria       |
| 5.  | Tamara Jankowa-Obretenowa | Bułgaria       |
| 6.  | Anna Kremar               | Czechosłowacja |
| 7.  | Margit Sturm              | Czechosłowacja |
| 8.  | Maria Novik               | Łotwa          |
| 9.  | Zygmunt Aronowicz         | Polska         |
| 10. | Maria Barówna             | Polska         |
| 11. | Leon Boruński             | Polska         |
| 12. | Irena Bosak               | Polska         |
| 13. | Irena Danek               | Polska         |
| 14. | Wanda Dickstein           | Polska         |
| 15. | Maria Dońska              | Polska         |
| 16. | Adam Harasowski           | Polska         |
| 17. | Olga Iliwicka             | Polska         |
| 18. | Maryla Jonasówna          | Polska         |
| 19. | Ella Kafarska-Lekczyńska  | Polska         |
| 20. | Aleksander Kagan          | Polska         |
| 21. | Jakub Kalecki             | Polska         |
| 22. | Halina Kalmanowicz        | Polska         |
| 23. | Bolesław Kon              | Polska         |
| 24. | Njura Krasnosielska       | Polska         |
| 25. | Henryk Mirowski           | Polska         |
| 26. | Stanisław Niedzielski     | Polska         |
| 27. | Edmund Rezler             | Polska         |
| 28. | Leontyna Sadkowska        | Polska         |
| 29. | Aleksander Sienkiewicz    | Polska         |
| 30. | Jerzy Sulikowski          | Polska         |
| 31. | Seweryn Turel             | Polska         |
| 32. | Ryszard Werner            | Polska         |
| 33. | Maria Wiłkomirska         | Polska         |

| Lp. | Uczestnik               | Kraj                 |
| 34. | Jayme Silva             | Portugalia           |
| 35. | Kurt Engel              | Republika Austriacka |
| 36. | Richard Hauser          | Republika Austriacka |
| 37. | Edith Nelken            | Republika Austriacka |
| 38. | Elisabeth Schütz        | Republika Austriacka |
| 39. | Elżbieta Cotrus         | Rumunia              |
| 40. | Efraim Zeltzman         | Rumunia              |
| 41. | Reinhard Reich          |                      |
| 42. | Josef Wagner            |                      |
| 43. | Salvator Sullo          | Stany Zjednoczone    |
| 44. | Julita Cassiers-Renchon | Szwajcaria           |
| 45. | Eugeniusz Huber         | Szwajcaria           |
| 46. | Lily Herz               |                      |
| 47. | Gyula Károlyi           |                      |
| 48. | Lájos Kentner           |                      |
| 49. | Imré Ungár              |                      |
| 50. | Nella Basola            |                      |
| 51. | Renato Cohen            |                      |
| 52. | Daniela Flora           |                      |
| 53. | Carlo Vidusso           |                      |
| 54. | Igor Aptekarow          |                      |
| 55. | Abram Djakow            |                      |
| 56. | Iso Elinson             |                      |
| 57. | Emanuel Grossman        |                      |
| 58. | Teodor Gutman           |                      |
| 59. | Aleksandr Jocheles      |                      |
| 60. | Abram Lufer             |                      |
| 61. | Taras Mykisza           |                      |
| 62. | Natan Perelman          |                      |
| 63. | Wiera Razumowska        |                      |
| 64. | Leonid Sagałow          |                      |
| 65. | Pawieł Sieriebriakow    |                      |
| 66. | Maria Bodurian          | Apatryda             |
| 67. | Alexander Uninsky       | Apatryda             |

### Finał
21 marca po zakończeniu przesłuchań ostatniego pianisty eliminacji jury w pełnym składzie obradowało i obliczyło punkty pianistów w lokalu Warszawskiego Towarzystwa Muzycznego w godzinach (11–20) celem wyłonienia finalistów. Ponieważ Gyula Károlyi (Węgry) i Suzanne de Mayère (Szwajcaria) uzyskali tę samą liczbę punktów o awansie do finału jednego z nich – zgodnie z regulaminem konkursu – zadecydowało losowanie, w którym los padł na Węgra. W wyniku tych obrad oraz losowania jury postanowiło dopuścić do przesłuchań finałowych 14 pianistów. W finale każdy z pianistów miał do wykonania z pamięci wraz z towarzyszącą Orkiestrą Symfoniczną Filharmonii Warszawskiej pod batutą: Ignacego Neumarka, Józefa Ozimińskiego i Kazimierza Wiłkomirskiego dwie kolejne części (cz. I i II lub cz. II i III) jednego z dwóch koncertów fortepianowych Fryderyka Chopina: (e-moll op. 11 lub f-moll op. 21). Przesłuchania finałowe zakończył (23 marca) Węgier Imré Ungár.
| Lp. | Finalista         | Kraj                 |
| 1.  | Leon Boruński     | Polska               |
| 2.  | Maryla Jonasówna  | Polska               |
| 3.  | Bolesław Kon      | Polska               |
| 4.  | Kurt Engel        | Republika Austriacka |
| 5.  | Josef Wagner      | Rzesza Niemiecka     |
| 6.  | Lily Herz         | Węgry                |
| 7.  | Gyula Károlyi     | Węgry                |
| 8.  | Lájos Kentner     | Węgry                |
| 9.  | Imré Ungár        | Węgry                |
| 10. | Emanuel Grossman  | ZSRR                 |
| 11. | Teodor Gutman     | ZSRR                 |
| 12. | Abram Lufer       | ZSRR                 |
| 13. | Leonid Sagałow    | ZSRR                 |
| 14. | Alexander Uninsky | bezpaństwowiec       |

| Lp. | Finalista         | Kraj                 |
| 1.  | Leon Boruński     | Polska               |
| 2.  | Maryla Jonasówna  | Polska               |
| 3.  | Bolesław Kon      | Polska               |
| 4.  | Kurt Engel        | Republika Austriacka |
| 5.  | Josef Wagner      | Rzesza Niemiecka     |
| 6.  | Lily Herz         | Węgry                |
| 7.  | Gyula Károlyi     | Węgry                |
| 8.  | Lájos Kentner     | Węgry                |
| 9.  | Imré Ungár        | Węgry                |
| 10. | Emanuel Grossman  | ZSRR                 |
| 11. | Teodor Gutman     | ZSRR                 |
| 12. | Abram Lufer       | ZSRR                 |
| 13. | Leonid Sagałow    | ZSRR                 |
| 14. | Alexander Uninsky | bezpaństwowiec       |

## Nagrody i wyróżnienia
Po zakończeniu przesłuchania ostatniego finalisty 23 marca w nocy około godziny 1, jury podało ostateczne wyniki i podział nagród. Wszyscy laureaci otrzymali stosownie do zajętego miejsca odpowiednią nagrodę finansową, a wyróżnieni dyplomy honorowe. 
| Nagrody główne               |                        |                      |                  |                                                          |
| Nagroda                      | Laureat                | Kraj                 | Wysokość nagrody | Fundator nagrody                                         |
| 1                            | Alexander Uninsky      | bezpaństwowiec       | 5000 zł          | Prezydent RP                                             |
| 2                            | Imré Ungár             | Węgry                | 3000 zł          | Ministerstwo Wyznań Religijnych i Oświecenia Publicznego |
| 3                            | Bolesław Kon           | Polska               | 2000 zł          | Prezydent miasta stołecznego Warszawy                    |
| 4                            | Abram Lufer            | ZSRR                 | 2000 zł          | Warszawskie Towarzystwo Muzyczne                         |
| 5                            | Lájos Kentner          | Węgry                | 1500 zł          | Polsko-japońskie Towarzystwo Muzyczne w Tokio            |
| 6                            | Leonid Sagałow         | ZSRR                 | 1000 zł          | Wyższa Szkoła Muzyczna im. Fryderyka Chopina w Warszawie |
| 7                            | Leon Boruński          | Polska               | 1000 zł          | publiczność                                              |
| 8                            | Teodor Gutman          | ZSRR                 | 1000 zł          | anonimowy                                                |
| 9                            | Gyula Károlyi          | Węgry                | 500 zł           | Firma gramofonowa Bolesław Rudzki                        |
| 10                           | Kurt Engel             | Republika Austriacka | 400 zł           | Dyrekcja koncertowa Henryka Markiewicza                  |
| 11                           | Emanuel Grossman       | ZSRR                 | 400 zł           | Firma składu nut Feliksa Grąbczewskiego                  |
| 12                           | Josef Wagner           | Rzesza Niemiecka     | 400 zł           | Nagroda im. Józefa Śliwińskiego                          |
| 13                           | Maryla Jonasówna       | Polska               | 300 zł           | nagroda grupy wielbicieli Chopina                        |
| 14                           | Lily Herz              | Węgry                | 300 zł           | publiczność                                              |
| 15                           | Suzanne de Mayère      | Belgia               | 300 zł           | publiczność                                              |
| Wyróżnienia                  |                        |                      |                  |                                                          |
| Wyróżniony                   | Wyróżniony             | Kraj                 | Wyróżnienie      | Wyróżnienie                                              |
| Abram Djakow                 | Abram Djakow           | ZSRR                 | Dyplom honorowy  | Dyplom honorowy                                          |
| Maria Dońska                 | Maria Dońska           | Polska               | Dyplom honorowy  | Dyplom honorowy                                          |
| Olga Iliwicka                | Olga Iliwicka          | Polska               | Dyplom honorowy  | Dyplom honorowy                                          |
| Aleksandr Jocheles           | Aleksandr Jocheles     | ZSRR                 | Dyplom honorowy  | Dyplom honorowy                                          |
| Aleksander Kagan             | Aleksander Kagan       | Polska               | Dyplom honorowy  | Dyplom honorowy                                          |
| Maria Novik                  | Maria Novik            | Łotwa                | Dyplom honorowy  | Dyplom honorowy                                          |
| Wiera Razumowska             | Wiera Razumowska       | ZSRR                 | Dyplom honorowy  | Dyplom honorowy                                          |
| Aleksander Sienkiewicz       | Aleksander Sienkiewicz | Polska               | Dyplom honorowy  | Dyplom honorowy                                          |
| Pawieł Sieriebriakow         | Pawieł Sieriebriakow   | ZSRR                 | Dyplom honorowy  | Dyplom honorowy                                          |
| Carlo Vidusso                | Carlo Vidusso          | Włochy               | Dyplom honorowy  | Dyplom honorowy                                          |
| Nagroda Specjalna            |                        |                      |                  |                                                          |
| Nagroda                      | Nagrodzony             | Kraj                 | Fundator nagrody | Fundator nagrody                                         |
| Najlepsze wykonanie mazurków | Alexander Uninsky      | bezpaństwowiec       | Polskie Radio    | Polskie Radio                                            |